# Sven Rubarth
Carl Sven Rubarth, född 5 april 1905 i Nacka, död 3 oktober 1996 i Täby församling, Stockholms län, var en svensk veterinär. Han var far till Ulf Rubarth
Sven Rubarth var son till tullöverkontrollören Carl Henrik Ferdinand Rubarth. Han avlade studentexamen i Stockholm 1925, veterinärkandidatexamen 1929 och veterinärexamen 1932 samt blev veterinärmedicine doktor 1947. Efter amanuenstjänstgöring vid Veterinärhögskolans patologisk-anatomiska avdelning 1929–1931 blev han där 1932 assistent, 1934 tillförordnad prosektor och 1937 prosektor. Han uppehöll från 1944 professuren i patologisk anatomi vid Veterinärhögskolan och utnämndes 1947 till dess innehavare. Från 1933 var han även bataljonsveterinär i Fältveterinärkårens reserv. Rubarth företog en studieresa till Tyskland och Österrike 1943. Han utgav ett tjugotal vetenskapliga avhandlingar, mestadels i patologisk anatomi och närstående ämnen. Bland dessa märks bland annat hans doktorsavhandling An acute virus disease with liver lesion in dogs (1947). Sven Rubarth är begravd på Othems kyrkogård på Gotland.